# سیارک ۲۹۰۸
سیارک ۲۹۰۸ (به انگلیسی: 2908 Shimoyama، نامگذاری:1981WA) دو هزار و نهصد و هشتمین سیارک کشف شده‌است که در ۱۸ نوامبر ۱۹۸۱ کشف شد.
قدر مطلق سیارک برابر ۱۱٫۵۰ است.